# Gare de Saint-Étienne-de-Baïgorry
Pour les articles homonymes, voir Gare de Saint-Étienne.
La gare de Saint-Étienne-de-Baïgorry est une ancienne gare ferroviaire française de la ligne d'Ossès - Saint-Martin-d'Arrossa à Saint-Étienne-de-Baïgorry, située sur le territoire de la commune de Saint-Étienne-de-Baïgorry dans le département des Pyrénées-Atlantiques en région Nouvelle-Aquitaine.
Elle est mise en service en 1898 par la Compagnie des chemins de fer du Midi et du Canal latéral à la Garonne et officiellement déclassée en 2014 bien qu'il n'y ait plus d'activités depuis la fin des années 2000.

## Situation ferroviaire
Établie à 197 mètres d'altitude, la gare de Saint-Étienne-de-Baïgorry est située au point kilométrique (PK) 247,052 de la ligne d'Ossès - Saint-Martin-d'Arrossa à Saint-Étienne-de-Baïgorry entre la gare de Borciriette et le heurtoir de fin de la ligne au PK 247,355. 
La ligne est déclassée entre le PK 243,345 et le heurtoir de fin de ligne.

## Histoire
La gare de Saint-Étienne-de-Baïgorry est mise en service le 25 juin 1898 par la Compagnie des chemins de fer du Midi et du Canal latéral à la Garonne, lorsqu'elle ouvre à l'exploitation sa ligne d'Ossès - Saint-Martin-d'Arrossa à Saint-Étienne-de-Baïgorry, court embranchement de la ligne de Bayonne à Saint-Jean-Pied-de-Port.
Le service des voyageurs est fermé le 8 octobre 1950 lors de l'arrêt de la circulation des navettes, en vertu des décrets de coordination qui transfèrent le service voyageurs sur la route avec des autocars.
La fermeture définitive officielle intervient le 6 février 2014, lors du déclassement du tronçon du PK 243,345 au PK 247,355.

## Patrimoine ferroviaire
Sur le site de l'ancienne gare, la commune a racheté les terrains à Réseau ferré de France (RFF) elle décide en 2009 d'en faire lotissement. L'ancien bâtiment de la gare est conservé pour être réaménagé et réaffecté en maison de santé pluridisciplinaire (MSP).